# Watanabe Daigo
Daigo Watanabe (渡邉 大剛 (Độ-Biên Đại-Cương) Watanabe Daigō, sinh ngày 3 tháng 12 năm 1984 ở Nagasaki) là một cầu thủ bóng đá người Nhật Bản hiện tại thi đấu cho Kamatamare Sanuki.
Anh là anh trai của Kazuma Watanabe của Vissel Kobe.

## Thống kê sự nghiệp
Cập nhật đến ngày 23 tháng 2 năm 2018.
| Thành tích câu lạc bộ | Thành tích câu lạc bộ                | Thành tích câu lạc bộ | Giải vô địch | Giải vô địch | Cúp                   | Cúp                   | Cúp Liên đoàn | Cúp Liên đoàn | Tổng cộng | Tổng cộng |
| Mùa giải              | Câu lạc bộ                           | Giải vô địch          | Số trận      | Bàn thắng    | Số trận               | Bàn thắng             | Số trận       | Bàn thắng     | Số trận   | Bàn thắng |
| Nhật Bản              | Nhật Bản                             | Nhật Bản              | Giải vô địch | Giải vô địch | Cúp Hoàng đế Nhật Bản | Cúp Hoàng đế Nhật Bản | Cúp Liên đoàn | Cúp Liên đoàn | Tổng cộng | Tổng cộng |
| --------------------- | ------------------------------------ | --------------------- | ------------ | ------------ | --------------------- | --------------------- | ------------- | ------------- | --------- | --------- |
| 2003                  | Kyoto Purple Sanga/ Kyoto Sanga F.C. | J1 League             | 0            | 0            | 0                     | 0                     | 0             | 0             | 0         | 0         |
| 2004                  | Kyoto Purple Sanga/ Kyoto Sanga F.C. | J2 League             | 18           | 0            | 0                     | 0                     | -             | -             | 18        | 0         |
| 2005                  | Kyoto Purple Sanga/ Kyoto Sanga F.C. | J2 League             | 4            | 0            | 1                     | 0                     | -             | -             | 5         | 0         |
| 2006                  | Kyoto Purple Sanga/ Kyoto Sanga F.C. | J1 League             | 18           | 0            | 1                     | 0                     | 5             | 1             | 24        | 1         |
| 2007                  | Kyoto Purple Sanga/ Kyoto Sanga F.C. | J2 League             | 47           | 3            | 1                     | 0                     | -             | -             | 48        | 3         |
| 2008                  | Kyoto Purple Sanga/ Kyoto Sanga F.C. | J1 League             | 34           | 3            | 2                     | 0                     | 5             | 1             | 41        | 4         |
| 2009                  | Kyoto Purple Sanga/ Kyoto Sanga F.C. | J1 League             | 20           | 2            | 0                     | 0                     | 6             | 0             | 26        | 2         |
| 2010                  | Kyoto Purple Sanga/ Kyoto Sanga F.C. | J1 League             | 28           | 1            | 2                     | 0                     | 5             | 0             | 35        | 1         |
| 2011                  | Omiya Ardija                         | J1 League             | 23           | 1            | 1                     | 0                     | 2             | 0             | 26        | 0         |
| 2012                  | Omiya Ardija                         | J1 League             | 31           | 3            | 4                     | 0                     | 5             | 1             | 40        | 4         |
| 2013                  | Omiya Ardija                         | J1 League             | 33           | 5            | 2                     | 0                     | 4             | 0             | 39        | 5         |
| 2014                  | Omiya Ardija                         | J1 League             | 27           | 1            | 3                     | 0                     | 5             | 0             | 35        | 1         |
| 2015                  | Omiya Ardija                         | J2 League             | 34           | 2            | 1                     | 1                     | -             | -             | 35        | 3         |
| 2016                  | Busan IPark                          | KL Challenge          | 5            | 0            | 0                     | 0                     | 0             | 0             | 5         | 0         |
| 2016                  | Kamatamare Sanuki                    | J2 League             | 19           | 1            | 1                     | 1                     | -             | -             | 20        | 2         |
| 2017                  | Kamatamare Sanuki                    | J2 League             | 38           | 2            | 0                     | 0                     | -             | -             | 38        | 2         |
| Tổng cộng sự nghiệp   | Tổng cộng sự nghiệp                  | Tổng cộng sự nghiệp   | 379          | 24           | 22                    | 2                     | 37            | 3             | 438       | 29        |